# Hermann Ebeling (Politiker)
Hermann Ebeling (* 30. Juli 1852 in Brackede; † 11. Februar 1939 ebenda) war ein deutscher Landwirt und Politiker.

## Leben
Ebeling war seit Einführung der Kreisordnung vom 6. Mai 1884 Kreistagsabgeordneter und ab 1899 Kreisschussmitglied des Kreises Bleckede. Von 1893 bis 1922 und 1925 bis 1930 gehörte er für die nicht zur Ritterschaft gehörigen Grundbesitzer dem Landtag der Lüneburger Landschaft an. Von 1890 bis 1925 Mitglied des Provinziallandtags, von 1892 bis 1925 Mitglied des Provinzialausschusses, von 1912 bis 1918 Mitglied des Preußischen Abgeordnetenhauses.
Neben seiner politischen Tätigkeit gilt Ebeling als Förderer der Landwirtschaft und Pferdezucht in der Region Bleckede. Er war Vorsitzender des Landwirtschaftlichen Vereins Bleckede und der Arbeitsgemeinschaft der landwirtschaftlichen Vereine des Kreises Bleckede, Mitglied der Genossenschaftsversammlung der Hannoverschen Berufsgenossenschaft und des Steuerausschusses für die Landwirtschaft. Als Deputierter des Artlenburger Deichverbandes setzte er sich besonders für die Interessen der Marschgemeinden im linkselbischen Teil des Kreises ein.